# Quốc lộ 46 (Hàn Quốc)
Quốc lộ 46 là một đường cao tốc chính ở Hàn Quốc. Nó nối Incheon với thành phố Goseong, tỉnh Gangwon

## Thông tin tuyến đường
- Dài: 228 km (141.7 mi)
- Nguồn: Jung-gu, Incheon
- Trạm cuối:Goseong, tỉnh Gangwon (kết thúc tại Ganseong JC, giao với Quốc lộ 7
- Thành phố chính: Bucheon, Seoul, Guri, Namyangju, Gapyeong, Chuncheon, Yanggu, Inje